# Pharaphodius acutus
Pharaphodius acutus är en skalbaggsart som beskrevs av Schmidt 1908. Pharaphodius acutus ingår i släktet Pharaphodius och familjen Aphodiidae. Inga underarter finns listade i Catalogue of Life.